# Stabil Elite
Stabil Elite ist eine deutsche Band aus Düsseldorf. Sie vermischen elektronische Elemente mit denen klassischer Bands und erzeugen dadurch einen eigenen Klangkosmos.

## Geschichte
Die Band wurde von Lucas Croon, Nikolai Szymanski und Martin Sonnensberger 2007 gegründet. Der Bandname ist dem deutschen Science-Fiction-Film Das Millionenspiel von 1970 entlehnt, in dem ein fiktiver Konzern unter dem gleichen Namen auftaucht. 2012 kam der Bassist Timo Hein hinzu, zunächst als Unterstützung bei Live-Konzerten und seit 2016 offiziell als festes Mitglied der Band.
Nach diversen Kompilationen und Samplern brachten Stabil Elite 2011 die EP Gold und 2012 ihr Debütalbum Douze Pouze auf den Markt. Das Debüt wurde deutschlandweit von den Kritikern hoch gelobt und wurde unter anderem vom Musikexpress zur Platte des Monats gekürt. Infolgedessen war die junge Düsseldorfer Band weltweit unterwegs. Sie spielten unter anderem Konzerte in Israel, Palästina, Mexiko, China, Vietnam, Kambodscha, den Philippinen und zuletzt im März 2016 auf Einladung beim renommierten South by Southwest Festival in Austin, Texas.
2016 erschien ihr zweites Studio-Album Spumante in digitaler Form (iTunes, Spotify etc.), CD und LP.

## Diskografie

### Singles
- 2011: Gold (Italic)
- 2017: Alibi / Halbwelt (Italic)

### Alben
- 2012: Douze Pouze (Italic / Rough Trade)[4][6][7]
- 2016: Spumante (Italic)[8]